# TAS (motorfiets)
TAS is een Duits historisch merk van motorfietsen.
De bedrijfsnaam was: Triumph-Ass Fahrradwerk AG, Saarbrücken.
TAS was een van de honderden Duitse merken die in de eerste helft van de jaren twintig motorfietsen gingen produceren. De eerste modellen werden in 1924 gepresenteerd. Het was ook een van de weinige merken die het jaar 1925 overleefden, want toen stopten meer dan 150 merken hun productie. Dat TAS overleefde kwam mogelijk door de samenwerking met de Franse firma Gnome et Rhône, waarvan ook de 173- en 248cc-tweetaktmotoren en 346- en 498cc-zijkleppers betrokken werden. Vanaf 1929 werden er ook MAG-motoren ingebouwd. In 1931 moest ook TAS haar productie staken.